# Rhytiphora basaloides
Rhytiphora basaloides är en skalbaggsart som beskrevs av Stefan von Breuning 1966. Rhytiphora basaloides ingår i släktet Rhytiphora och familjen långhorningar. Inga underarter finns listade i Catalogue of Life.